# 大宮エリーのオールナイトニッポン
『大宮エリーのオールナイトニッポン』（おおみやエリーのオールナイトニッポン）は、ニッポン放送が2011年1月3日から12月26まで放送したラジオ番組。レギュラー前後の単発放送も記す。

## 構成

### 1時台
「こんばんわ、大宮エリーです！」で始まり、近況のフリートークに続きタイトルコールと「BITTERSWEET SAMBA」を流す。冒頭と異なるテーマのフリートークに続き、当日のメールテーマを募集する。

### 2時台
おもにネタコーナー。
- 妄想エリー - 「大宮エリーって誰やねん？」をテーマに、「大宮エリーってこんな人？」のリスナーイメージ。
- 大宮プロデュース - 大宮にプロデュースして欲しいものごと、内容により生電話する。
- ウィキエリークス - ウィキリークスをモチーフに、有名人や家族など様々な人物について告発を受ける。
- エリー・ガガのシモシモ相談室 - 単発放送から続く性関係の相談コーナー、コーナー名はレディー・ガガから。
- 胸キュン学園 - 胸がキュンとした体験談、クライマックスで小田和正「ラブストーリーは突然に」のイントロを流す。
- どうかしてたぜ！！ - 今考えれば恥ずかしいエピソード。
- モヤッとさんいらっしゃ〜い - モヤモヤした気持ちの打ち明け話。

## 出来事
- 1月3日 - 初放送。番組中に吉村由美 (PUFFY) と大泉洋 (TEAM NACS) から生電話が来る。
- 2月14日 - 番組初のゲスト招聘。鈴木拓（ドランクドラゴン）が当日の大宮主催イベントに続いて出演した。翌週スペシャルウィークのゲストを大宮とともに選考し、大宮が吉本興業社長の大﨑洋、板尾創路、吉村由美、田中卓志（アンガールズ）へ生電話で出演依頼すると鈴木が後押した。
- 2月21日 - 初のスペシャルウィーク。「大宮プロデュース」へ「自分が仕切っている、上智大学の映像研究会をプロデュースして欲しい」とメールを送り大宮と通話したリスナーの雪だるまを、大宮が「そこらのタレントよりこの番組をよく知ってるリスナーのが良い」と出演させる。
- 3月14日 - 東北地方太平洋沖地震発生で内容を大幅に変更する。テーマ曲「BITTERSWEET SAMBA」は自粛してジングルは1時台と2時台に各1回ずつ1980年代のものを用いた[1]。
- 4月11日 - 吉村由美がゲスト出演。
- 4月18日 - 大宮が脚本兼初監督したドラマ『木下部長とボク』に出演した板尾創路がゲスト出演。「大宮プロデュース」で雪だるまへ架電する。
- 4月25日 - 井上真央がゲスト出演。
- 6月6日と13日 - 1時台と2時台にAKB48メンバーがキーワードを伝える。6日は1時台に河西智美が「チユウ」、2時台に倉持明日香が「絶対王者」、13日は1時台に高橋みなみが「あきらめたらそこで試合終了ですよ」、2時台に市川美織が「フレッシュレモン」とそれぞれ発表した。
- 6月13日 - 中谷美紀と川越達也がゲスト出演。
- 8月22日 - スピッツがゲスト出演。
- 10月17日 - 斉藤和義がゲスト出演。
- 12月12日 - 徳井義実（チュートリアル）がゲスト出演。

## 代替番組
- 2月28日 「moumoon YUKAのオールナイトニッポン」
- 9月19日 「オールナイトニッポン ぶっとおしライブ　LIVE　FOR　ONAIR」 - スキマスイッチとNICO Touches the Wallsが参加し、大宮は進行役として出演した。

## 単発放送
レギュラー前
- 2010年6月29日25:00 - 27:00（全国ネットは26:00 - 27:00） - はんにゃANNの代替。当日は2010 FIFAワールドカップサッカー日本代表対サッカーパラグアイ代表戦の中継が延長され、全国ネットは午前2時放送開始、中継しない局は通常の午前1時に開始した。放送中に女性器に関する放送禁止用語を発するなど騒然となる。
- 2010年9月16日25:00 - 27:00 - ナインティナインANNの代替。Ustreamで同時放送した。番組開始時のジングルタイトルを「守れ大人の常識 大宮エリーのオールナイトニッポン」とするほかに3か月間を「謹慎期間」と称するなど、前回を反省しつつ「エリー・ガガのシモシモ相談」などのコーナーを放送した。

レギュラー後 - 2022年10月8日19:00 - 21:00「大宮エリーのオールナイトニッポンPremium」。